# Club Náutico Puerto Blanco
El Club Náutico Puerto Blanco se sitúa en el municipio de Calpe, en la provincia de Alicante (España). Cuenta con 90 amarres deportivos, para una eslora máxima permitida de 10 metros, siendo su calado en bocana de 2,5 m. Dispone de servicio de agua y electricidad. Muelle de espera, rampa, reparación y mantenimiento, combustible y varadero.